# Empresa de Portos do Brasil
A Empresa de Portos do Brasil S.A. (Portobrás) foi uma empresa pública brasileira que administrava os portos do governo federal e auxiliava na execução da Política Portuária Nacional. Criada em 1975, a empresa foi extinta em 1990.

## Histórico
A Portobras foi criada em 29 de dezembro de 1975, ao passo que o Departamento Nacional de Portos e Vias Navegáveis (DPVN), autarquia vinculada ao Ministério dos Transportes era extinto. A empresa foi criada com o objetivo de dinamizar a gestão portuária na época.
A Portobrás explorava os portos através de subsidiárias, as Companhias Docas, fiscalizava as concessões estaduais e os terminais privativos de empresas estatais e privadas. Entre suas funções estava supervisionar, orientar, coordenar, controlar e fiscalizar as atividades relacionadas com a construção, administração e exploração dos portos e das vias navegáveis interiores. 
Contudo, a empresa começou a ser abandonada no fim dos anos 1980, diante da crise no Estado brasileiro, fortemente endividado. A companhia recebia críticas por aumentar a burocracia nos portos. Em 12 de abril de 1990, a dissolução da Portobrás foi autorizada por lei, sendo efetivada por meio de Decreto datado de 15 de março do mesmo ano. 

## Companhia Docas

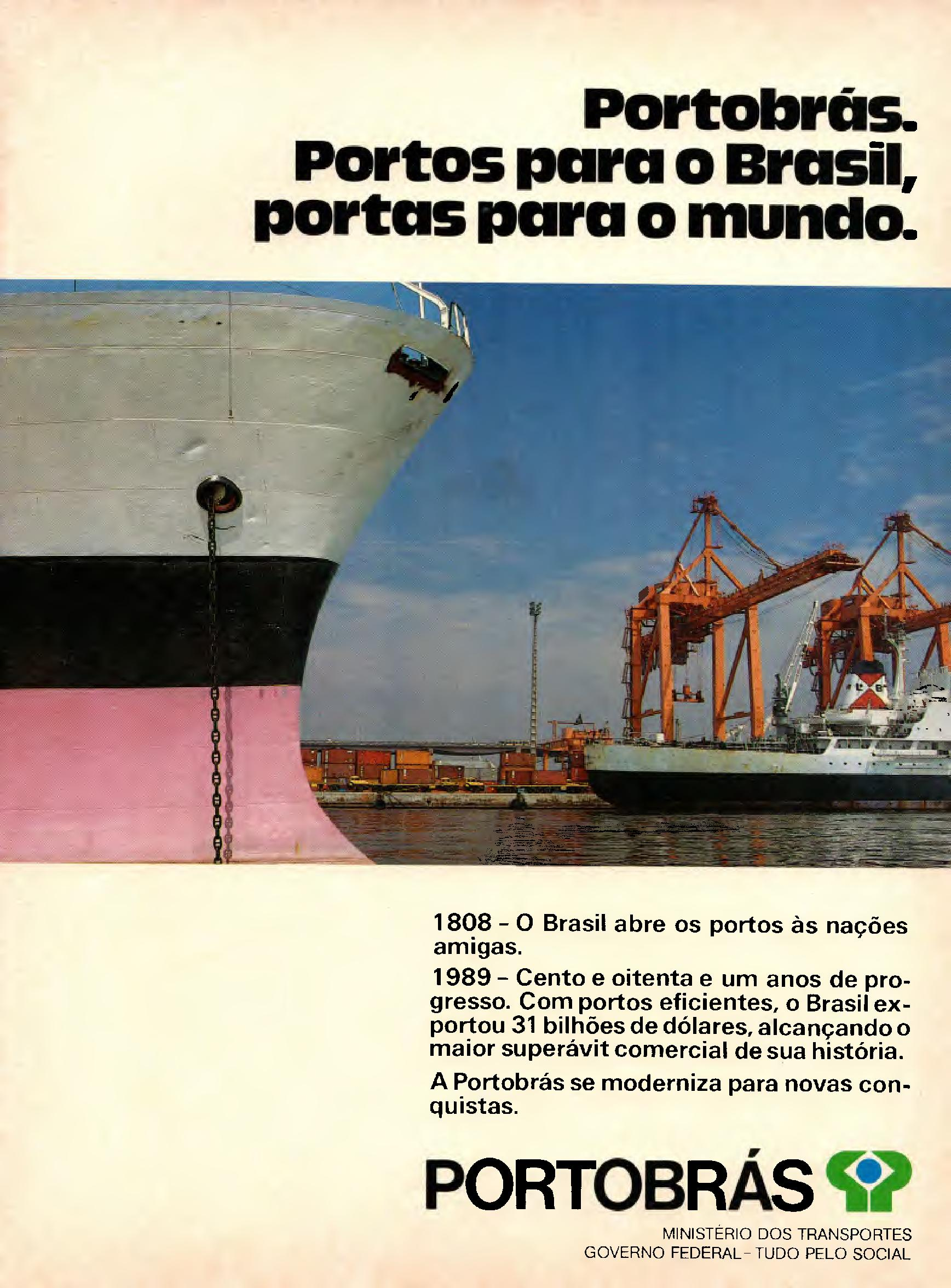
Anúncio publicitário da estatal brasileira Portobrás comemorando um superávit comercial de US$ 31 bilhões em 1989.

A  Portobrás era uma holding e tinha como subsidiárias diversas Companhia Docas, que receberam a atribuição de administrar os portos em cada estado:
- Companhia Docas do Ceará (CDC) — que administra o porto de Fortaleza
- Companhia Docas do Pará (CDP) — que administra os portos de Belém, Santarém e Vila do Conde
- Companhia Docas do Rio Grande do Norte (CODERN) — que administra os portos de Natal e Maceió
- Companhia Docas do Estado da Bahia (CODEBA) — que administra os portos de Salvador, Ilhéus e Aratu
- Companhia Docas do Espírito Santo (CODESA) — que administrava os portos de Vitória e Barra do Riacho
- Companhia Docas do Maranhão (CODOMAR) — que administrava o Porto do Itaqui
- Companhia Docas do Estado de São Paulo (CODESP) — que administra o porto de Santos (atual Autoridade Portuária de Santos)
- Companhia Docas do Rio de Janeiro (CDRJ) — que administra os portos do Rio de Janeiro (atual PortosRio)